# Felice Feliciano
Felice Feliciano, também referido como o Antiquário (Verona, 1433 – Roma, 1479), foi um humanista italiano, copista, calígrafo e encadernador.

## Vida

### Primeiros anos e origens familiares
O autor nasceu em agosto de 1433 em Verona, em uma família de condições modestas  .

### O primeiro emprego como copista e treinamento
A sua formação cultural decorreu em Verona, onde cedo se tornou um scriptor, um tipo de calígrafo profissional, copista e encadernador , no contexto de Feliciano, sendo encarregado principalmente de copiar os códigos da catedral e da abadia de San Zeno. Foi nesse ambiente que conheceu dois humanistas que muito influenciaram sua formação cultural: Martino Rizzoni e Ciriaco d'Ancona. Este último era um apaixonado pesquisador de epígrafes, e transmitiu sua paixão a Feliciano, que viajou por toda a Itália em busca de epígrafes e objetos antigos, e ainda muito jovem compilou duas coleções contendo epígrafes coletadas no norte da Itália dedicando-as ao seu amigo Andrea Mantegna  .

## Obra

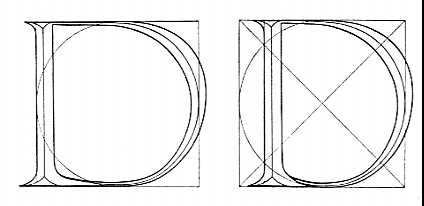
Desenho da letra 'D', de Felice Feliciano, Alphabetum Romanum [Codex Vaticanus 6852].

### Alphabetum Romanum
Em 1460, seu interesse por epígrafes o levou a reconstruir graficamente o Alphabetum Romanum em papel, que atualmente é mantido no ms. Vat.lat.6852 , onde o autor desenha todo o alfabeto latino com letras de 8 cm de altura, em duas cores; o trabalho foi completado com uma série de receitas para preparar tintas de cores diferentes  .

### Júbilo
Em 1464 escreveu o Iubilatio, relato de uma viagem que fez naquele ano às margens do Lago de Garda: trata-se de uma evocação, em termos bastante imaginativos e idílicos, da peregrinação arqueológica do próprio Feliciano sob a companhia de seus amigos Mantegna, Giovanni Marcanova e Samuele da Tradate, cortesão da casa Gonzaga. O texto está dividido em duas partes, cada uma contando um dos dois dias: Memuratu digna (23 de setembro de 1464 ) e Iubilatio (24 de setembro de 1464). No texto, ele descreve como os vestígios da antiguidade são colocados em uma natureza idealizada de jardins paradisíacos, perfumados com rosas e sombreados por ramos frondosos; realidade na qual os protagonistas mergulham, em busca de inscrições e objetos antigos, concluindo a viagem fantástica com uma visita ao templo da Santíssima Virgem para agradecer as maravilhas de que foram participantes  .

### Collectio Antiquitatum
Em 1465, em colaboração com seu amigo Giovanni Marcanova, compilou o Collectio antiquitatum, uma coleção de textos e desenhos que descreve e cataloga os principais monumentos e objetos da Roma Antiga, incluindo pontes, sarcófagos, epígrafes, desenhados com tinta marrom e dourada, acompanhado de ilustrações de bestas mitológicas e representações clássicas  .

## Os anos da alquimia e das letras
Nas décadas de 70 e 80 do século XV, houve uma espécie de despertar profético na consciência de muitos: os temas tratados nos escritos da época dizem respeito principalmente às expectativas de punição pela corrupção da Igreja e ao suposto advento de uma Papa e um anticristo que trará o fim do mundo. Feliciano copia os códices deste período, interiorizando os seus temas proféticos, a ponto de em alguns códices inserir pequenas ilustrações representando o anticristo e referências bíblicas  . A partir dos anos setenta dedicou-se a explorações intelectuais ainda mais bizarras, dedicando-se ao estudo da Alquimia. Foi precisamente neste período que se concentrou em escrever cartas, enviando cartas aos amigos também para procurar emprego e morada, mas sobretudo, para celebrar a amizade que o ligava aos vários destinatários. Suas epístolas são inspiradas em experiências de vida, com a narração de acontecimentos reinterpretados e moralizados em chave clássica. As epístolas foram reunidas em alguns códigos, entre estes o ms. 3039 guardado na biblioteca cívica de Verona, e ms C.II.14 guardado na Biblioteca Queriniana de Brescia. Os anos oitenta foram muito agitados para o autor que se deslocava frequentemente entre Roma, Siena e Ferrara. Neste período passou por uma fase de revisão e rearranjo de suas obras, e compilou antologias de rimas e cartas, aqui escreveu as cartas hoje guardadas na biblioteca cívica de Verona, que reúne apenas cerca de vinte cartas cujo fio condutor é o tema de amizade  .

## As cartas
As cartas de Feliciano são transmitidas por quatro códigos. O mais antigo deles é o ms Canoniciano Italiano 15, guardado na Bodleian Library em Oxford, autografado, mutilado e dedicado a Dominicus, um destinatário que não é imediatamente reconhecível, mesmo que o estudioso Martin Lowry afirme que é um amigo veneziano. O código contém 26 modelos de cartas, três das quais não aparecem nos demais epistolários  . A segunda testemunha em ordem de redação é a Sra. A Harley 5271, preservada na British Library em Londres: trata-se de um autógrafo, e o autor a dedica ao tabelião bolonhês Alberto Canonici. O manuscrito pode ser dividido em três partes distintas: na primeira parte encontramos 112 epístolas (das quais 41 não constam do códice de Brescia) escritas entre 1472 e 1473, depois encontramos uma seção que apresenta vários modelos de carta e, finalmente, encontra a primeira redação do romance epistolar sobre a amizade , que se encontra no manuscrito veronês em sua forma mais completa. O código 3039, que se encontra na Biblioteca Cívica de Verona, está autografado e provavelmente foi feito em Verona depois de 1475. É um código escrito em tinta azul, que transmite 21 letras ligadas entre si pelo tema da amizade. As epístolas citam exemplos de moral retirados dos clássicos, e celebram a amizade como a forma mais solene de elevação do espírito. O último manuscrito em ordem de redação é o C.II.14, conservado na Biblioteca Queriniana de Bréscia: o códice apresenta 156 composições, que provavelmente foram copiadas após a morte do autor por outra mão que não a de Feliciano  .

### A última estadia em Roma
Nesse ínterim, mudou-se para Roma, onde seu patrono se tornou Francesco Porcari, a quem dedicou a segunda coleção de cartas guardadas na Biblioteca Queriniana. As últimas cartas contidas no segundo epistolário datam de 1479, e foram enviadas de Selve della Storta, localidade próxima a Roma, onde o autor permaneceu desde 1479 para fugir da peste que na época fazia vítimas principalmente nas cidades. Uma realidade quase análoga ao apresentado no Decamerão aparece quando o autor com a intenção de entreter escreve cartas que se tornam verdadeiros contos. Precisamente na Silve dela Storta presume-se que tenha morrido, pois nas epístolas expressa o desejo de regressar à cidade, mas posteriormente perde-se qualquer vestígio do autor. Assim, ele morreu perto de Roma por volta de 1479  .

## Outros projetos
- Wikimedia Commons contém mídias sobre Felice Feliciano.